# Острожанский сельсовет
Острожанский сельсовет — упразднённая административная единица на территории Лельчицкого района Гомельской области Республики Беларусь.

## История
1 декабря 2013 года сельсовет упразднён. Населённые пункты включены в состав Буйновичского сельсовета.

## Состав
Острожанский сельсовет включает 6 населённых пунктов:
- Заполье — деревня.
- Конопелька — деревня.
- Мирное — деревня.
- Острожанка — деревня.
- Сом — деревня.
- Убортская Рудня — деревня.